# Елиът Сий
Eлиът Макей Сий джуниър (на английски: Elliot McKay See, Jr.) е американски астронавт, роден на 23 юли 1927 г. в Далас, Тексас. Загива на 28 февруари 1966 г. при тренировъчен полет с учебен реактивен самолет Т – 38 в небето над Сейнт Луис, Мисури.

## Образование
Е. Сий завършва колежа Highland Park High School в родния си град. През 1949 г. се дипломира като бакалавър във Военноморската академия на САЩ и получава военно звание лейтенант от USN. По-късно придобива магистърска степен по инженерство от Калифорнийския университет.

## Военна кариера
След дипломирането си, Сий започва работа като тест пилот в „Дженерал Електрик“. След това служи като морски летец три години в периода от 1953 до 1956 г. В края на 1956 г. се демобилизира и се завръща на предишната си работа. Остава в Дженерал Електрик до 1962 г. и взима участие в редица авангардни разработки, най-значимата, от които е двигателя на новия тежък изтребител F-4 Фантом. В кариерата си има общ нальот от 3700 полетни часа, от които 3200 часа на реактивни самолети.

## Служба в НАСА
Елиът Сий е избран от НАСА на 17 септември 1962 г., Астронавтска група №2. Той е един от двамата цивилни в тази селекция (другият е Нийл Армстронг). След завършване на курса по обучение в програмата Джемини е включен в полетните графици на екипажите. Първото си назначение, Сий получава като пилот в дублиращия екипаж на Джемини 5, а първия орбитален полет е трябвало да извърши като пилот на Джемини 8 (с командир Нийл Армстронг). След това, при ротацията на екипажите е заменен в екипажа на Джемини 8 от Дейвид Скот и назначен за командир на основния екипаж на Джемини 9. Той е от групата на т. нар. „командири-новобранци“. Няколко седмици преди началото на тази мисия, екипажът на Джемини 9 Елиът Сий (командир) и Чарлс Басет (пилот) загива по време на учебно – тренировъчен полет с реактивен самолет Т – 38. Тази катастрофа предизвиква големи ротации в екипажите на цялата програма Джемини, а също така и в мисиите на Аполо.

## Личен живот
Елиът Сий е женен. Със съпругата си Мерилин имат три деца: Сали, Керълайн и Дейвид.

## В памет на Елиът Сий
Елиът Сий е погребан в Националното военно гробище Арлингтън. През 2003 г. излиза от печат биографията на астронавта написана от известните историци Колин Бърджес и Кейт Дулан. През 2010 г. на негово име е кръстен Мемориал на космическия свят.